# قوشه لانه
قوشه لانه روستایی از توابع بخش خورگام شهرستان رودبار در استان گیلان ایران است.

## جمعیت
این روستا در دهستان خورگام قرار دارد و براساس سرشماری مرکز آمار ایران در سال ۱۳۸۵، جمعیت آن ۷۳ نفر (۲۵خانوار) بوده است.

## زبان
مردم قوشه لانه به زبان تاتی تکلم می‌کنند.